# La Cadière-et-Cambo
Pour les articles homonymes, voir Cadière et Cambo.
La Cadière-et-Cambo est une commune française située dans l'ouest du département du Gard, en région Occitanie.
Exposée à un climat méditerranéen, elle est drainée par l'Alzon, l'Argentesse, le Merdanson et par divers autres petits cours d'eau. La commune possède un patrimoine naturel remarquable : deux sites Natura 2000 (les « gorges de l'Hérault » et les « gorges de Rieutord, Fage et Cagnasse ») et quatre zones naturelles d'intérêt écologique, faunistique et floristique.
Isolé dans la montagne, le village de Cambo a été intégré à la commune le 1er janvier 1969.
La Cadière-et-Cambo est une commune rurale qui compte 229 habitants en 2022, après avoir connu une forte hausse de la population depuis 1975.  Ses habitants sont appelés les Cadiéborois ou  Cadiéboroises.
Le patrimoine architectural de la commune comprend un immeuble protégé au titre des monuments historiques : l'église, inscrite en 1983.

## Géographie

### Communes limitrophes
Les communes limitrophes sont  Cros, Montoulieu, Moulès-et-Baucels, Saint-Hippolyte-du-Fort, Saint-Roman-de-Codières et Sumène.
| Sumène            | Saint-Roman-de-Codières | Cros                    |
|                   | La Cadière-et-Cambo     | Saint-Hippolyte-du-Fort |
| Moulès-et-Baucels | Montoulieu              |                         |

### Climat
Pour des articles plus généraux, voir Climat de l'Occitanie et Climat du Gard.
En 2010, le climat de la commune est de type climat méditerranéen franc, selon une étude s'appuyant sur une série de données couvrant la période 1971-2000. En 2020, Météo-France publie une typologie des climats de la France métropolitaine dans laquelle la commune est exposée à un climat méditerranéen et est dans la région climatique Provence, Languedoc-Roussillon, caractérisée par une pluviométrie faible en été, un très bon ensoleillement (2 600 h/an), un été chaud (21,5 °C), un air très sec en été, sec en toutes saisons, des vents forts (fréquence de 40 à 50 % de vents > 5 m/s) et peu de brouillards.
Pour la période 1971-2000, la température annuelle moyenne est de 13,6 °C, avec  une amplitude thermique annuelle de 16,4 °C. Le cumul annuel moyen de précipitations est de 1 289 mm, avec 7,8 jours de précipitations en janvier et 3,6 jours en juillet. Pour la période 1991-2020, la température moyenne annuelle observée sur la station météorologique la plus proche, située sur la commune de Colognac à 8 km à vol d'oiseau, est de 12,3 °C et le cumul annuel moyen de précipitations est de 1 502,4 mm,. Pour l'avenir, les paramètres climatiques de la commune estimés pour 2050 selon différents scénarios d’émission de gaz à effet de serre sont consultables sur un site dédié publié par Météo-France en novembre 2022.

### Milieux naturels et biodiversité

#### Réseau Natura 2000

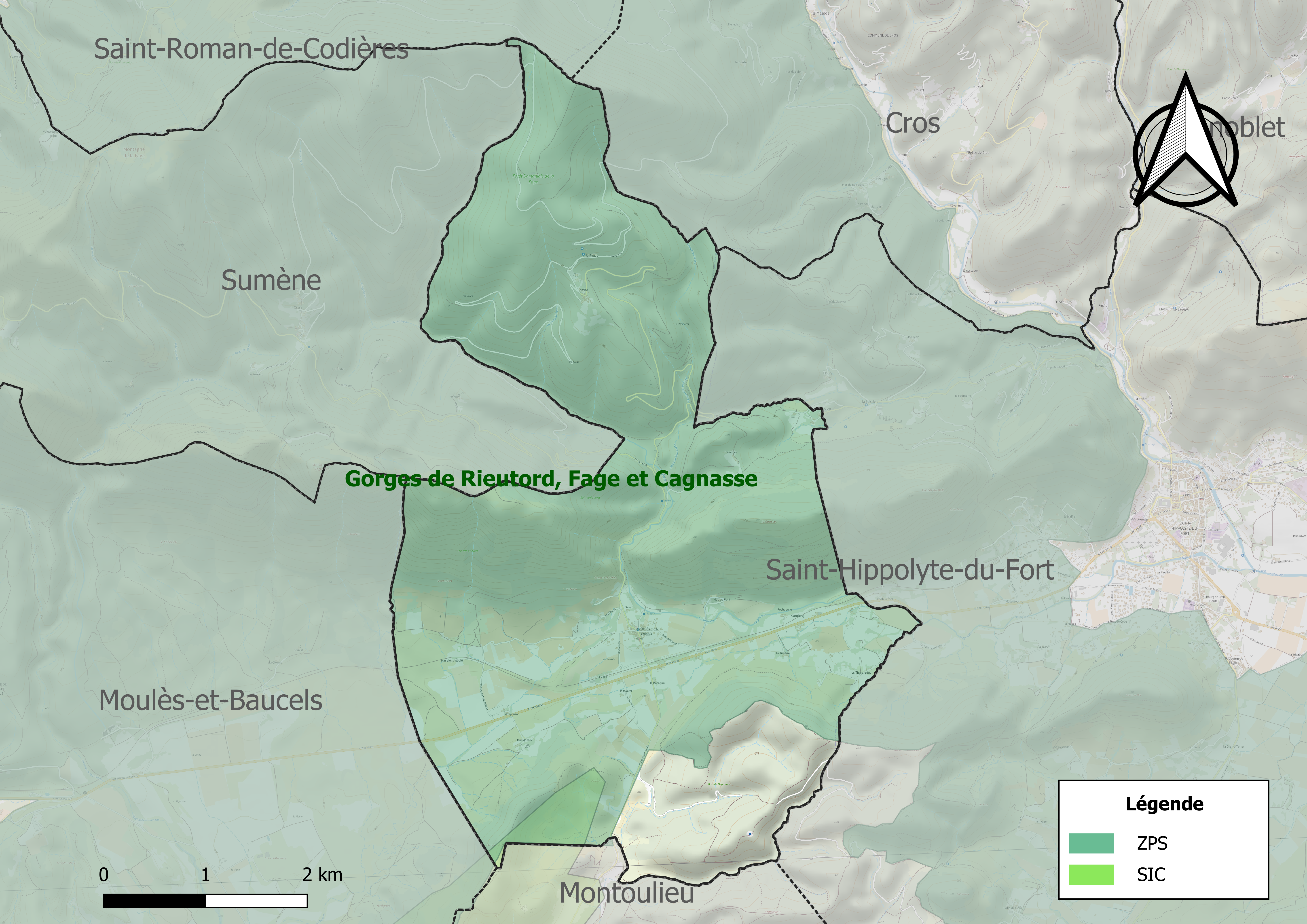
Site Natura 2000 sur le territoire communal.

Le réseau Natura 2000 est un réseau écologique européen de sites naturels d'intérêt écologique élaboré à partir des directives habitats et oiseaux, constitué de zones spéciales de conservation (ZSC) et de zones de protection spéciale (ZPS).
Un site Natura 2000 a été défini sur la commune au titre de la directive habitats :
- les « gorges de l'Hérault », d'une superficie de 21 736 ha, entaillent un massif calcaire vierge de grandes infrastructures dont les habitats forestiers (forêt de Pins de Salzman et chênaie verte) et rupicoles sont bien conservés. La pinède de Pins de Salzmann de Saint-Guilhem-le-Désert est une souche pure et classée comme porte-graines par les services forestiers. Il s'agit d'une forêt développée sur des roches dolomitiques[9]

et un au titre de la directive oiseaux : 
- les « gorges de Rieutord, Fage et Cagnasse », d'une superficie de 12 308 ha, comportent des milieux escarpés, des falaises, et sont un biotope de prédilection pour l'avifaune rupestre parmi laquelle on relève des espèces à très forte valeur patrimoniale : l'Aigle de Bonelli, le Grand Duc d'Europe, le Circaète Jean-le-Blanc[10].

#### Zones naturelles d'intérêt écologique, faunistique et floristique
L’inventaire des zones naturelles d'intérêt écologique, faunistique et floristique (ZNIEFF) a pour objectif de réaliser une couverture des zones les plus intéressantes sur le plan écologique, essentiellement dans la perspective d’améliorer la connaissance du patrimoine naturel national et de fournir aux différents décideurs un outil d’aide à la prise en compte de l’environnement dans l’aménagement du territoire.
Une ZNIEFF de type 1 est recensée sur la commune :
la « montagne des Cagnasses » (558 ha), couvrant 3 communes du département et trois ZNIEFF de type 2, : 
- le « massif du Bois de Monnier » (5 858 ha), couvrant 8 communes dont 3 dans le Gard et 5 dans l'Hérault[13] ;
- la « montagne de la Fage et gorges du Rieutord » (5 561 ha), couvrant 7 communes dont 5 dans le Gard et 2 dans l'Hérault[14] ;
- le « plateau du Taurac » (2 196 ha), couvrant 8 communes dont 1 dans le Gard et 7 dans l'Hérault[15].

Carte des ZNIEFF de type 1 et 2 à La Cadière-et-Cambo.
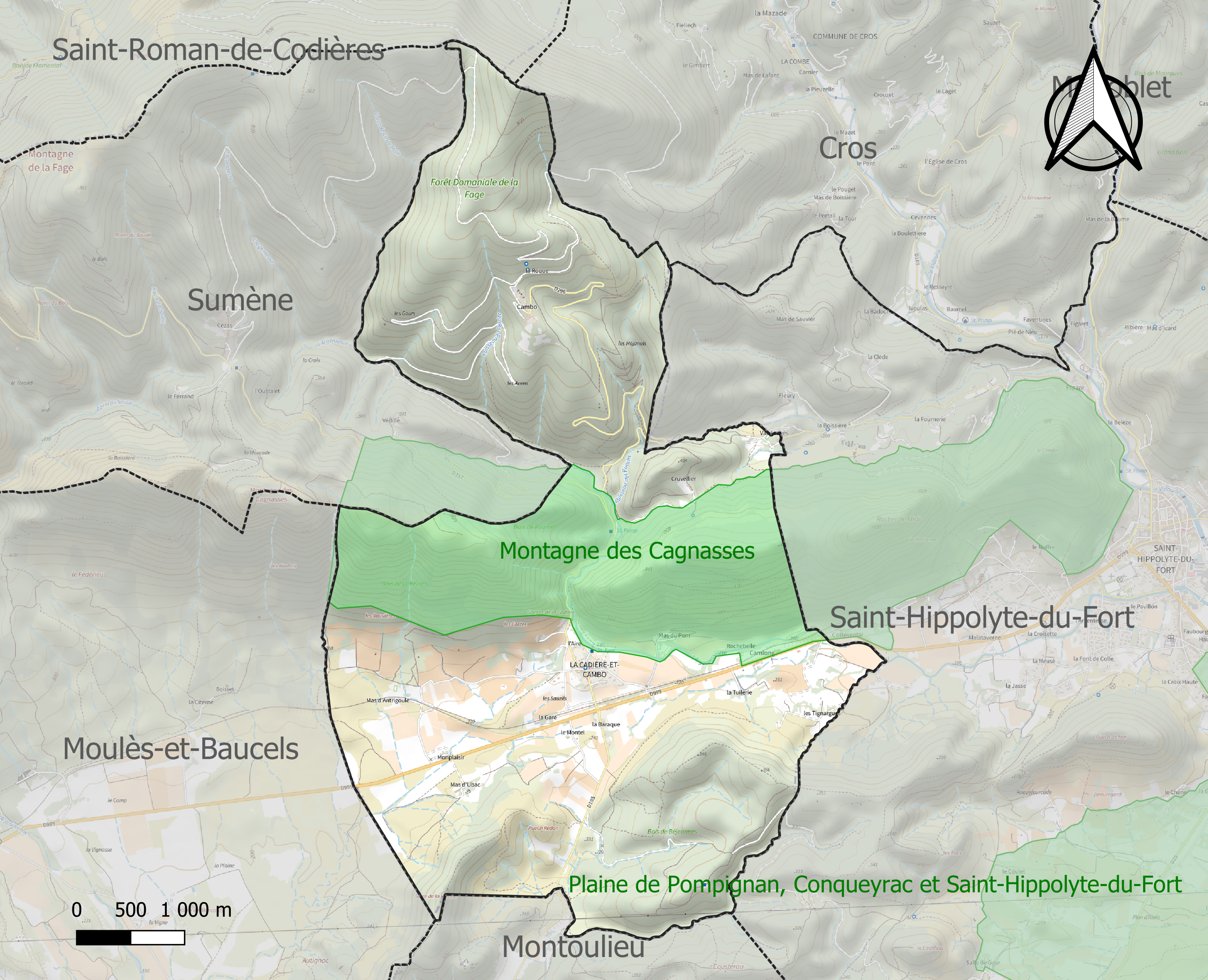
Carte de la ZNIEFF de type 1 sur la commune.
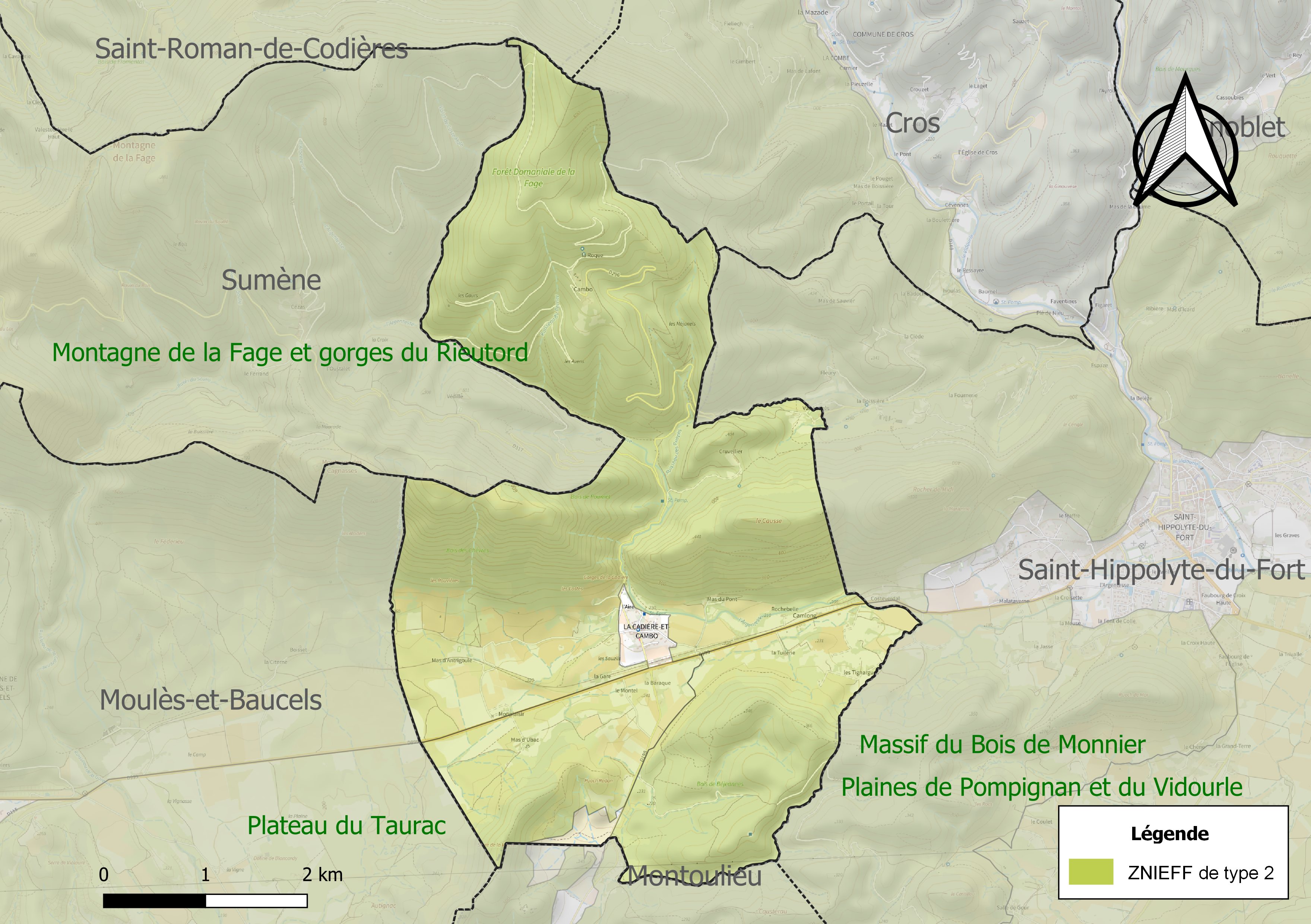
Carte des ZNIEFF de type 2 sur la commune.

## Urbanisme

### Typologie
Au 1er janvier 2024, La Cadière-et-Cambo est catégorisée commune rurale à habitat dispersé, selon la nouvelle grille communale de densité à sept niveaux définie par l'Insee en 2022.
Elle est située hors unité urbaine et hors attraction des villes,.

### Occupation des sols
L'occupation des sols de la commune, telle qu'elle ressort de la base de données européenne d’occupation biophysique des sols Corine Land Cover (CLC), est marquée par l'importance des forêts et milieux semi-naturels (79,9 % en 2018), une proportion identique à celle de 1990 (79,9 %). La répartition détaillée en 2018 est la suivante : 
forêts (42,2 %), milieux à végétation arbustive et/ou herbacée (37,8 %), cultures permanentes (17,5 %), zones agricoles hétérogènes (2,6 %). L'évolution de l’occupation des sols de la commune et de ses infrastructures peut être observée sur les différentes représentations cartographiques du territoire : la carte de Cassini (XVIIIe siècle), la carte d'état-major (1820-1866) et les cartes ou photos aériennes de l'IGN pour la période actuelle (1950 à aujourd'hui).

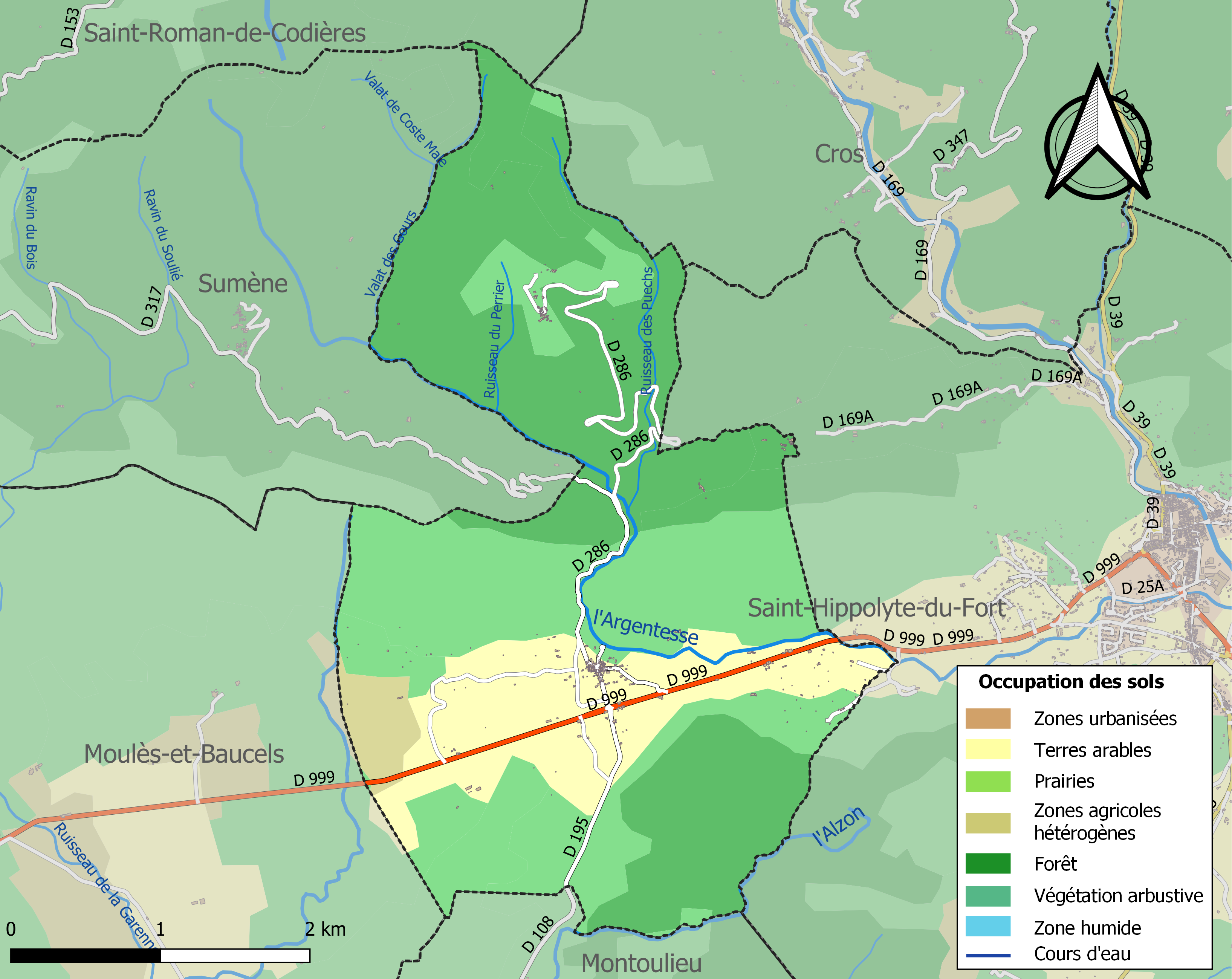
Carte des infrastructures et de l'occupation des sols de la commune en 2018 (CLC).

### Risques majeurs
Le territoire de la commune de La Cadière-et-Cambo est vulnérable à différents aléas naturels : météorologiques (tempête, orage, neige, grand froid, canicule ou sécheresse), inondations, feux de forêts, mouvements de terrains et séisme (sismicité faible). Il est également exposé à un risque technologique,  le transport de matières dangereuses, et à un risque particulier : le risque de radon. Un site publié par le BRGM permet d'évaluer simplement et rapidement les risques d'un bien localisé soit par son adresse soit par le numéro de sa parcelle.

#### Risques naturels
Certaines parties du territoire communal sont susceptibles d’être affectées par le risque d’inondation par débordement de cours d'eau et par une crue torrentielle ou à montée rapide de cours d'eau, notamment le Merdanson, l'Alzon et l'Argentesse. La commune a été reconnue en état de catastrophe naturelle au titre des dommages causés par les inondations et coulées de boue survenues en 1982, 1994, 1995, 2002 et 2014,.

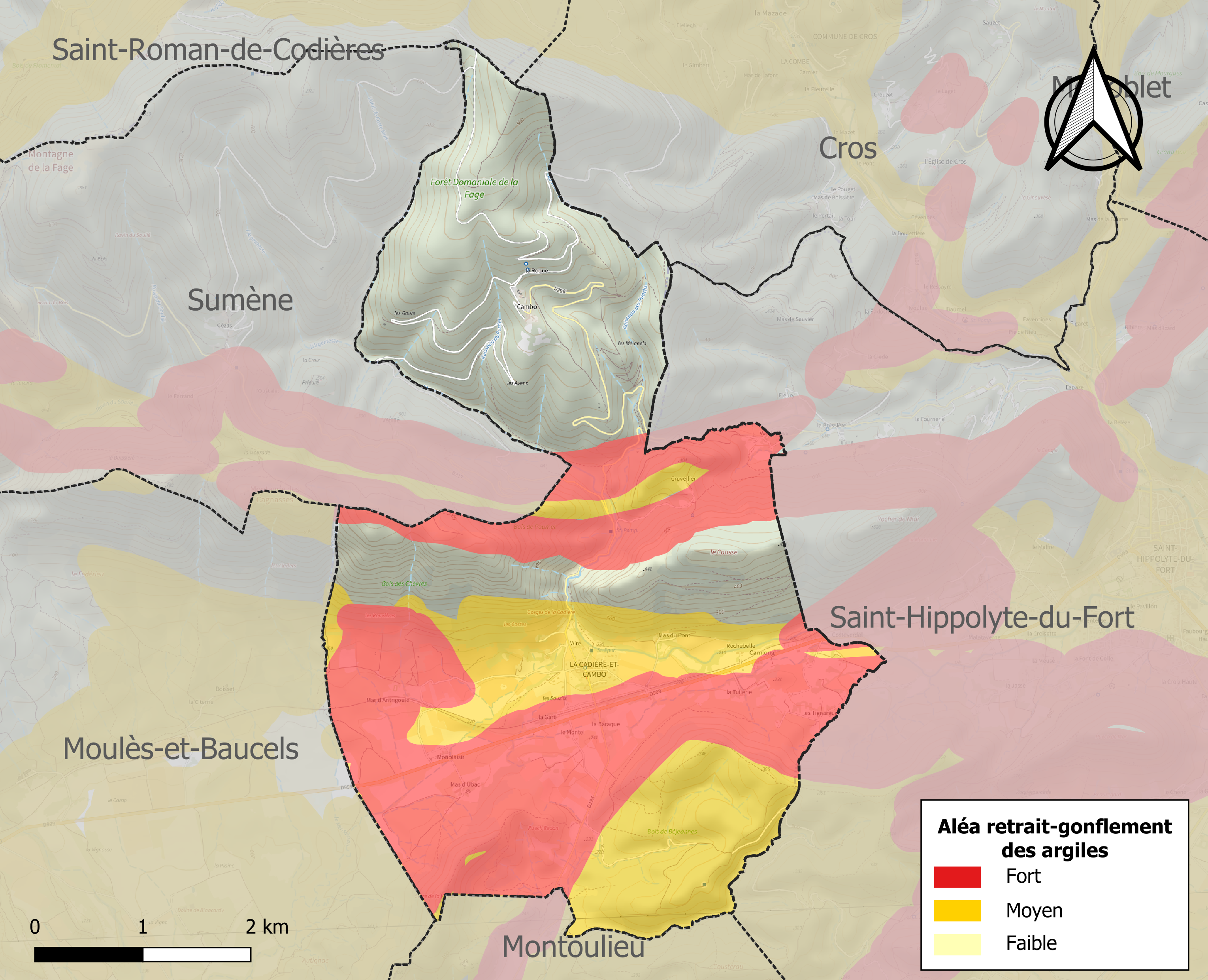
Carte des zones d'aléa retrait-gonflement des sols argileux de La Cadière-et-Cambo.

La commune est vulnérable au risque de mouvements de terrains constitué principalement du retrait-gonflement des sols argileux. Cet aléa est susceptible d'engendrer des dommages importants aux bâtiments en cas d’alternance de périodes de sécheresse et de pluie. 61,6 % de la superficie communale est en aléa moyen ou fort (67,5 % au niveau départemental et 48,5 % au niveau national). Sur les 152 bâtiments dénombrés sur la commune en 2019, 133 sont en aléa moyen ou fort, soit 88 %, à comparer aux 90 % au niveau départemental et 54 % au niveau national. Une cartographie de l'exposition du territoire national au retrait gonflement des sols argileux est disponible sur le site du BRGM,.
Par ailleurs, afin de mieux appréhender le risque d’affaissement de terrain, l'inventaire national des cavités souterraines permet de localiser celles situées sur la commune.

#### Risques technologiques
Le risque de transport de matières dangereuses sur la commune est lié à sa traversée par des infrastructures routières ou ferroviaires importantes ou la présence d'une canalisation de transport d'hydrocarbures. Un accident se produisant sur de telles infrastructures est en effet susceptible d’avoir des effets graves au bâti ou aux personnes jusqu’à 350 m, selon la nature du matériau transporté. Des dispositions d’urbanisme peuvent être préconisées en conséquence.

#### Risque particulier
Dans plusieurs parties du territoire national, le radon, accumulé dans certains logements ou autres locaux, peut constituer une source significative d’exposition de la population aux rayonnements ionisants. Certaines communes du département sont concernées par le risque radon à un niveau plus ou moins élevé. Selon la classification de 2018, la commune de La Cadière-et-Cambo est classée en zone 2, à savoir zone à potentiel radon faible mais sur lesquelles des facteurs géologiques particuliers peuvent faciliter le transfert du radon vers les bâtiments.

## Politique et administration

### Liste des maires
| Identité                            | Période | Période  | Durée  |
| Identité                            | Début   | Fin      | Durée  |
| ----------------------------------- | ------- | -------- | ------ |
| Léo Gros (1921 - 2003)              | 1969    | 2003     | 34 ans |
| Jean-Louis Lagarde (d) (né en 1962) | 2003    | En cours | 22 ans |

## Population et société

### Démographie
L'évolution du nombre d'habitants est connue à travers les recensements de la population effectués dans la commune depuis 1793. Pour les communes de moins de 10 000 habitants, une enquête de recensement portant sur toute la population est réalisée tous les cinq ans, les populations de référence des années intermédiaires étant quant à elles estimées par interpolation ou extrapolation. Pour la commune, le premier recensement exhaustif entrant dans le cadre du nouveau dispositif a été réalisé en 2006.

En 2022, la commune comptait 229 habitants, en évolution de +9,57 % par rapport à 2016 (Gard : +2,97 %, France hors Mayotte : +2,11 %).
| 1793 | 1800 | 1806 | 1821 | 1831 | 1836 | 1841 | 1846 | 1851 |
| ---- | ---- | ---- | ---- | ---- | ---- | ---- | ---- | ---- |
| 278  | 278  | 289  | 273  | 325  | 346  | 340  | 340  | 339  |

| 1856 | 1861 | 1866 | 1872 | 1876 | 1881 | 1886 | 1891 | 1896 |
| ---- | ---- | ---- | ---- | ---- | ---- | ---- | ---- | ---- |
| 315  | 297  | 285  | 332  | 284  | 268  | 262  | 268  | 260  |

| 1901 | 1906 | 1911 | 1921 | 1926 | 1931 | 1936 | 1946 | 1954 |
| ---- | ---- | ---- | ---- | ---- | ---- | ---- | ---- | ---- |
| 270  | 246  | 219  | 222  | 213  | 196  | 196  | 176  | 162  |

| 1962 | 1968 | 1975 | 1982 | 1990 | 1999 | 2006 | 2011 | 2016 |
| ---- | ---- | ---- | ---- | ---- | ---- | ---- | ---- | ---- |
| 150  | 139  | 127  | 151  | 163  | 183  | 197  | 205  | 209  |

| 2021 | 2022 | - | - | - | - | - | - | - |
| ---- | ---- | - | - | - | - | - | - | - |
| 223  | 229  | - | - | - | - | - | - | - |

## Économie

### Revenus
En 2018  (données Insee publiées en septembre 2021), la commune compte 98 ménages fiscaux, regroupant 217 personnes. La médiane du revenu disponible par unité de consommation est de 19 280 € (20 020 € dans le département).

### Emploi
|                | 2008   | 2013  | 2018  |
| -------------- | ------ | ----- | ----- |
| Commune        | 6,2 %  | 8,5 % | 8,8 % |
| Département    | 10,6 % | 12 %  | 12 %  |
| France entière | 8,3 %  | 10 %  | 10 %  |

En 2018, la population âgée de 15 à 64 ans s'élève à 126 personnes, parmi lesquelles on compte 71,2 % d'actifs (62,4 % ayant un emploi et 8,8 % de chômeurs) et 28,8 % d'inactifs,. Depuis 2008, le taux de chômage communal (au sens du recensement) des 15-64 ans est inférieur à celui de la France et du département.
La commune est hors attraction des villes,. Elle compte 67 emplois en 2018, contre 35 en 2013 et 39 en 2008. Le nombre d'actifs ayant un emploi résidant dans la commune est de 80, soit un indicateur de concentration d'emploi de 83,8 % et un taux d'activité parmi les 15 ans ou plus de 50 %.
Sur ces 80 actifs de 15 ans ou plus ayant un emploi, 17 travaillent dans la commune, soit 21 % des habitants. Pour se rendre au travail, 90 % des habitants utilisent un véhicule personnel ou de fonction à quatre roues, 1,3 % les transports en commun, 5,1 % s'y rendent en deux-roues, à vélo ou à pied et 3,7 % n'ont pas besoin de transport (travail au domicile).

### Activités hors agriculture
19 établissements sont implantés  à la Cadière-et-Cambo au 31 décembre 2019.
Le secteur de la construction est prépondérant sur la commune puisqu'il représente 36,8 % du nombre total d'établissements de la commune (7 sur les 19 entreprises implantées  à la La Cadière-et-Cambo), contre 15,5 % au niveau départemental.

### Agriculture
|               | 1988 | 2000 | 2010 | 2020 |
| ------------- | ---- | ---- | ---- | ---- |
| Exploitations | 18   | 23   | 10   | 8    |
| SAU (ha)      | 88   | 166  | 506  | 62   |

La commune est dans les Garrigues, une petite région agricole occupant le centre du département du Gard. En 2020, l'orientation technico-économique de l'agriculture  sur la commune est la viticulture. Huit exploitations agricoles ayant leur siège dans la commune sont dénombrées lors du recensement agricole de 2020 (18 en 1988). La superficie agricole utilisée est de 62 ha,,.

## Culture locale et patrimoine

### Édifices religieux

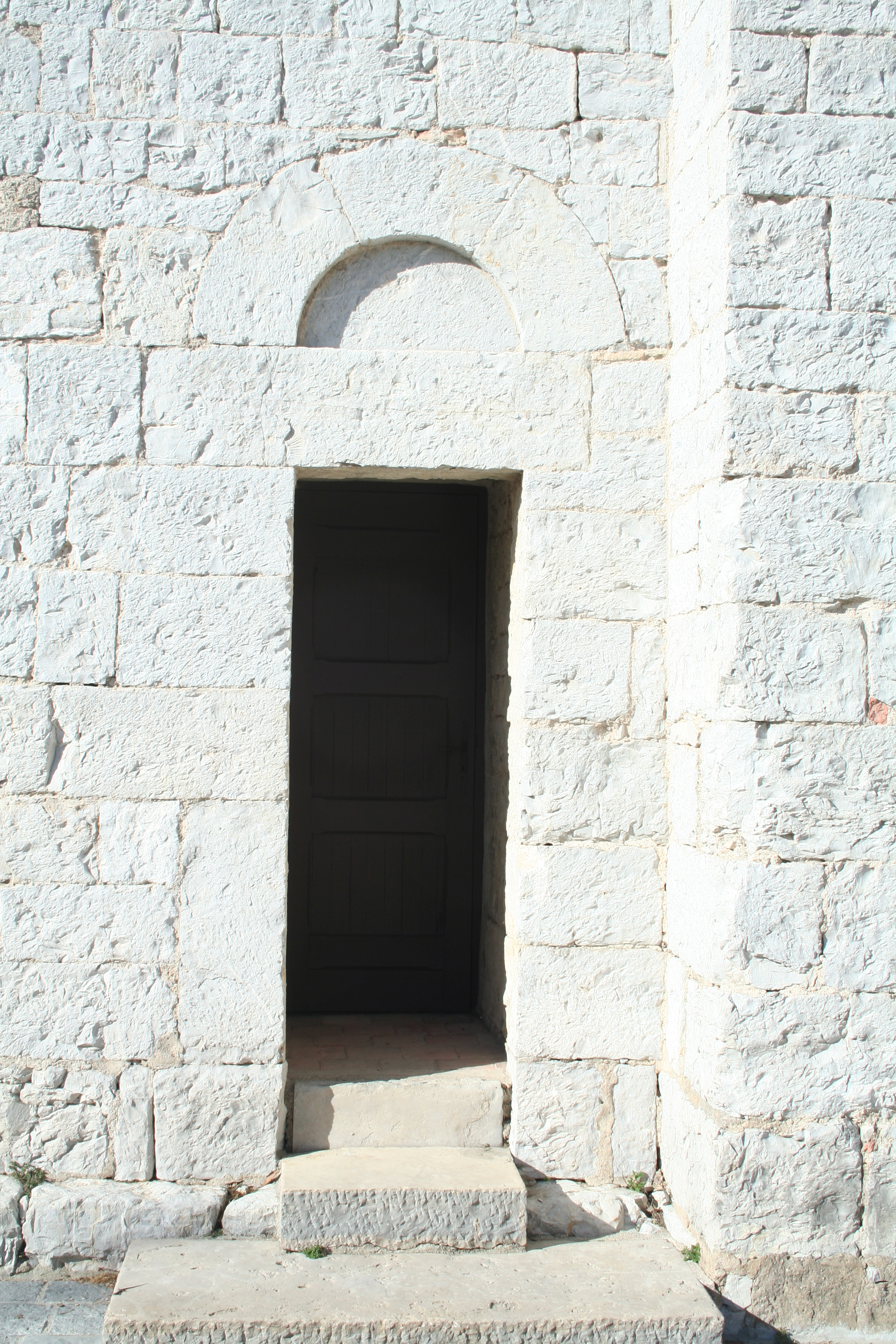
Porte romane de Saint-Michel.

- Le prieuré Saint-Michel est une église romane qui a été incendiée par les Camisards en 1703 et a subi des remaniements au XIXe siècle. L'église est inscrite au titre des monuments historiques depuis le 21 octobre 1983[32].

### Personnalités liées à la commune
- Léo Gros, maire du village, entrepreneur et industriel français du secteur textile à l'origine des marques de vêtements Montagut, Pôles, Tehen et Marie-Claire, PDG de Balmain dans les années 1980.

## Héraldique
| Blason de La Cadière-et-Cambo | Blason  | Deux écus accolés : 1. d'azur à la Vierge à l'Enfant d'argent assise sur une chaise à dossier d'or (La Cadière). 2. d'argent aux trois chevrons de gueules (Cambo). |
| Blason de La Cadière-et-Cambo | Détails | |